# Blanca (Stany Zjednoczone)
Blanca – miasto w Stanach Zjednoczonych, w stanie Kolorado, w hrabstwie Costilla.